# گاینان سایدخوژین
گاینان سایدخوژین (روسی: Гайнан Рахматович Сайдхужин؛ ۳۰ ژوئن ۱۹۳۷ – ۱۳ مهٔ ۲۰۱۵) دوچرخه‌سوار اهل اتحاد جماهیر سوسیالیستی شوروی بود.
وی در مسابقات کشوری و بین‌المللی در مجموع برندهٔ ۱ مدال برنز شده‌است.